# Ruido de Johnson-Nyquist
El ruido de Johnson–Nyquist (ruido térmico, ruido de Johnson, o ruido de Nyquist) se genera por la agitación térmica de los portadores de carga (generalmente electrones dentro de un conductor) en equilibrio, lo que sucede de manera independiente al voltaje aplicado. 
El ruido térmico es aproximadamente blanco, lo que significa que su densidad espectral de potencia es casi
plana. Además, la amplitud de la señal sigue una distribución gaussiana.

## Historia
Este tipo de ruido fue medido por primera vez por John B. Johnson en 1928 en los Bell Labs. Comunicó su hallazgo a su compañero Harry Nyquist, que elaboró la explicación técnica del fenómeno.

## Ruido de tensión y potencia
El ruido térmico es diferente del  ruido de disparo, que tiene lugar cuando el número finito de  electrones es suficientemente pequeño para dar lugar a la aparición de fluctuaciones estadísticas apreciables en una medición. La definición de ruido de Johnson-Nyquist aplica a cualquier tipo de medio conductor. Puede modelarse como una fuente de tensión que representa el ruido de una  resistencia no ideal en serie con una  resistencia libre de ruido.
Para frecuencias menores a 100 GHz y temperaturas mayores a 100 K, la densidad espectral de potencia viene dada por:

{\displaystyle {\bar {v_{n}^{2}}}=4k_{B}TR}

donde kB es la  constante de Boltzmann en  julios por kelvin, T es la temperatura de la resistencia en kelvin, y R su valor en Ohmios (Ω).  
La siguiente ecuación proporciona un cálculo rápido para una temperatura de 300 kelvin:

{\displaystyle {\sqrt {\bar {v_{n}^{2}}}}=0.13{\sqrt {R}}~\mathrm {nV} /{\sqrt {\mathrm {Hz} }}}.

Por ejemplo, una resistencia de 1 kΩ a 300 K tiene

{\displaystyle {\sqrt {\bar {v_{n}^{2}}}}={\sqrt {4\cdot 1.38\cdot 10^{-23}~\mathrm {J} /\mathrm {K} \cdot 300~\mathrm {K} \cdot 1~\mathrm {k} \Omega }}=4.07~\mathrm {nV} /{\sqrt {\mathrm {Hz} }}}.

Para un ancho de banda dado,  el  valor cuadrático medio (RMS) de la tensión, {\displaystyle v_{n}}, vale

{\displaystyle v_{n}={\sqrt {\bar {v_{n}^{2}}}}{\sqrt {\Delta f}}={\sqrt {4k_{B}TR\Delta f}}}

donde Δf es el ancho de banda sobre el que se mide el ruido. Para una resistencia de 1 kΩ a temperatura ambiente y 10 kHz de ancho de banda, el valor cuadrático medio de la tensión de ruido en 400 nV. Una regla sencilla para recordar es que 50Ω sobre un ancho de banda de 1Hz corresponden a 1nV a temperatura ambiente.
Una resistencia en cortocircuito, disipa una potencia de ruido:

{\displaystyle P=v_{n}^{2}/R=4k_{B}\,T\Delta f}

El ruido generado en la resistencia puede transferirse al resto del circuito, siendo máximo el valor de transferencia
cuando la impedancia del  equivalente de Thévenin de este iguala el valor de la resistencia.
En esta caso, cada una de las dos resistencias disipa ruido tanto sobre sí misma como sobre la otra. Puesto que solo la mitad de la tensión de ruido cae en cada una de ellas, la potencia de ruido resultante es:

{\displaystyle P=k_{B}\,T\Delta f}

donde P es la potencia del ruido térmico en vatios. Nótese que es independiente del valor de la resistencia.

## Ruido en decibelios
En telecomunicaciones, la potencia se suele expresar en decibelios relativos a 1 milivatio (dBm), suponiendo una carga de 50 ohmios. Bajo estas condiciones, a temperatura ambiente el ruido vale:

{\displaystyle P_{\mathrm {dBm} }=-174+10\ \log(\Delta f)}

donde P viene expresada en dBm. Por ejemplo:
| Ancho de banda | Potencia | Notas                  |
| -------------- | -------- | ---------------------- |
| 1 Hz           | −174 dBm |                        |
| 10 Hz          | −164 dBm |                        |
| 1000 Hz        | −144 dBm |                        |
| 10 kHz         | −134 dBm | canal de walkie-talkie |
| 1 MHz          | −114 dBm |                        |
| 2 MHz          | −111 dBm | Canal GPS              |
| 6 MHz          | −106 dBm | Televisión analógica   |
| 20 MHz         | −101 dBm | WLAN 802.11            |
La cantidad real de ruido térmico captada por un receptor de radio de 50 Ω de impedancia de entrada, conectado a una antena de 50 Ω se escala según la cifra de ruido (NF), tal como sigue:

{\displaystyle P_{\mathrm {receivernoise} }(dB)=P_{\mathrm {resistornoise} }(dB)+10\ \log _{10}(10^{NF/10}-1)}

o

{\displaystyle P_{\mathrm {receivernoise} }=P_{\mathrm {resistornoise} }(10^{NF/10}-1)\,}

Preceivernoise es el ruido generado por el propio receptor. Presistornoise es el valor de ruido térmico para una resistencia según la tabla anterior. NF se expresa en dB. Diez elevado a NF/10 se denomina factor de ruido. El factor de ruido se define de esta forma, porque se mide conectando una resistencia a la entrada del receptor y comparando la potencia de ruido con la esperada si el ruido del receptor fuese simplemente amplificado por la ganancia del receptor. Nótese que la resistencia de radiación de la antena no convierte energía en calor, sólo en radiación electromagnética y por tanto no es una fuente de ruido térmico.

## Ruido de corriente
La fuente de corriente puede modelarse también según el  teorema de Norton y su valor corresponde entonces a dividir por R. Esto proporciona el  valor cuadrático medio de la fuente de corriente:

{\displaystyle i_{n}={\sqrt {{4k_{B}T\Delta f} \over R}}}

El ruido térmico es intrínseco a todas las resistencias y no un síntoma de fabricación deficiente, aunque algunas resistencias pueden ser ruidosas en exceso.

## Ruido térmico en los condensadores
El ruido térmico en un circuito RC tiene una expresión sencilla, pues el valor de la resistencia (R) desaparece de la ecuación. El ancho de banda del circuito RC es 1 / (4 R C), que puede sustituirse en la fórmula general para eliminar R.

{\displaystyle {\bar {v_{n}^{2}}}=k_{B}T/C}

{\displaystyle v_{n}={\sqrt {k_{B}T/C}}}

| Capacidad | {\displaystyle {\sqrt {k_{B}T/C}}} | Electrones |
| --------- | ---------------------------------- | ---------- |
| 1 fF      | 2 mV                               | 12.5 e–    |
| 10 fF     | 640 µV                             | 40 e–      |
| 100 fF    | 200 µV                             | 125 e–     |
| 1 pF      | 64 µV                              | 400 e–     |
| 10 pF     | 20 µV                              | 1250 e–    |
| 100 pF    | 6.4 µV                             | 4000 e–    |
| 1 nF      | 2 µV                               | 12500 e–   |

## Ruido a frecuencias muy altas
Las ecuaciones anteriores son una buena aproximación para frecuencias de radio inferiores a los 80 Gigahercios. En el caso más general, que incluye hasta las frecuencias ópticas, la densidad espectral de potencia del voltaje en R, en {\displaystyle \mathrm {V^{2}/Hz} } viene dado por:

{\displaystyle \Phi (f)={\frac {2Rhf}{e^{\frac {hf}{k_{B}T}}-1}}}

donde f es la frecuencia, h la constante de Planck, kB la  constante de Boltzmann y T la temperatura en kelvin.
Si la frecuencia es baja:

{\displaystyle f\ll {\frac {k_{B}T}{h}}}

(esa suposición es válida hasta unos pocos Terahercios) la exponencial puede aproximarse por  serie de Taylor. La relación entonces se convierte en:

{\displaystyle \Phi (f)\approx 2Rk_{B}T}

En general, R y T dependen de la frecuencia. Para conocer el ruido total basta integrar sobre el ancho de banda. Al tratarse de una señal real, puede integrarse sobre el rango positivo y multiplicar por 2.
Suponiendo que R y T sean constantes en todo el ancho de banda{\displaystyle \Delta f}, entonces el valor cuadrático medio (RMS) del voltaje en la resistencia debido al ruido térmico es:

{\displaystyle v_{n}={\sqrt {4k_{B}TR\Delta f}}}

es decir, la misma fórmula obtenida anteriormente.